# Vemaster sudatlanticus
Vemaster sudatlanticus är en sjöstjärneart som beskrevs av Bernasconi 1965. Vemaster sudatlanticus ingår i släktet Vemaster och familjen Ganeriidae. Inga underarter finns listade i Catalogue of Life.